# Stefano Bonsignori
Stefano Bonsignori o Bonsignore (Busto Arsizio, 23 febbraio 1738 – Faenza, 23 dicembre 1826) è stato un vescovo cattolico e teologo italiano. Fu inoltre creato da Napoleone Bonaparte patriarca di Venezia, ma la nomina non fu confermata dalla Santa Sede.

## Formazione e carriera
Figlio di Giovanni Battista, mercante di cotone, e Giovanna Galeazzi, iniziò la sua formazione presso uno zio materno sacerdote, passando poi nei seminari arcivescovili di Milano.
Nel 1759 entrò nella congregazione degli oblati dei Santi Ambrogio e Carlo, venendo ordinato sacerdote alla fine dell'anno successivo. Fu quindi insegnante di grammatica presso i seminari di Celana e Gorla, quindi di retorica e teologia nel seminario maggiore di Milano e nel Collegio Elvetico. In questo periodo entrò a far parte della cerchia di studiosi guidata dal cardinale Angelo Maria Durini; di questi si ricordano il conte Carlo Giuseppe di Firmian, l'arcivescovo Giuseppe Pozzobonelli e Carlo Trivulzio.
Divenuto noto come oratore, epigrafista e storico della Chiesa, nel 1774 fu dottore della Biblioteca Ambrosiana e nel 1775 conseguì la laurea in teologia presso l'università di Pavia. Nel 1791, dopo la riapertura dei seminari seguita alla parentesi del seminario generale, venne nominato professore di teologia dogmatica e prefetto degli studi, potendo godere di una sostanziosa retribuzione.

## L'arrivo di Bonaparte
Divenuto ormai celebre come oratore e teologo, nel 1797 raggiunse l'apice del successo con l'ammissione al prestigioso Capitolo della metropolitana come canonico teologo. Questo periodo, florido anche dal punto di vista economico, durò poco perché l'anno successivo, con l'istituzione della Repubblica Cisalpina, i capitoli delle cattedrali venivano aboliti e i loro beni incamerati.
Probabilmente grazie ai contatti che aveva in ambito politico, il Bonsignori riuscì ad ottenne comunque una pensione di 1.200 lire. In effetti, il prelato riuscì a guadagnarsi la simpatia di Napoleone sin dall'arrivo dei Francesi a Milano dopo la battaglia di Marengo. Accompagnò poi l'arcivescovo Visconti alla consulta di Lione in qualità di suo consigliere.
Ottenne nuovi incarichi di rilievo qualche anno dopo, grazie all'interessamento di Francesco Melzi d'Eril, vicepresidente della neoistituita Repubblica Italiana. Il Melzi intendeva infatti recuperare le personalità legate al mondo aristocratico che erano state estromesse durante la Cisalpina e in una lista di nomi proposti per le diocesi italiane lo aveva definito "uno dei nostri".
Nell'attesa che divenisse operativo il concordato del 1801, il Bonsignori fu nominato membro dell'Istituto Nazionale e vicedirettore della Biblioteca di Brera. Solo il 5 aprile 1806 fu creato dall'imperatore vescovo di Faenza, nomina confermata il 18 settembre 1807 da papa Pio VII. Il 27 dicembre 1807 fu consacrato dall'arcivescovo Antonio Codronchi e il 13 marzo 1808 prese possesso della diocesi.

## Vescovo di Faenza
Fu uno dei prelati più fedeli al regime, devozione che fu ricambiata con varie onorificenze (grandufficiale del regno d'Italia, commendatore dell'Ordine della Corona di Ferro, conte e barone). Questo, ovviamente, in contrasto con le posizioni del papa nei confronti di Napoleone anche se, si presume, l'atteggiamento politico del Bonsignori fu più un asservimento passivo che una scelta consapevole. La propria accondiscendenza non fu scalfita nemmeno negli anni successivi, travagliati dall'annessione dello Stato della Chiesa all'Impero Francese, dalla scomunica di Napoleone, dall'arresto di Pio VII. Esemplare fu la lettera inviata ai parroci in cui dichiarava che il matrimonio civile aveva la stessa valenza del matrimonio religioso, accogliendo così una circolare del ministro del Culto (1810).

## Patriarca di Venezia
La fedeltà a Napoleone gli valse, il 9 febbraio 1811, la nomina a patriarca di Venezia, senza l'approvazione del papa, che continuò a considerarlo vescovo di Faenza. Bonsignori raggiunse la Laguna il 9 aprile ma non fu molto presente in sede: già il 5 maggio doveva raggiungere Parigi per il concilio; pur rivestendo il ruolo di segretario, durante l'assemblea non fece nessun intervento di rilievo, così come durante la successiva deputazione di Savona, cui prese parte dall'ottobre al febbraio successivi. Nel 1813 raggiunse papa Pio VII a Fontainebleau ma anche in questo caso non ebbe alcun ruolo durante le trattative per il concordato.

## Dopo Napoleone
La caduta di Napoleone nel 1814 spinse il Bonsignori a ritrattare la sua fedeltà al regime (in particolare le dichiarazioni sul matrimonio). Lasciò Venezia il 5 maggio 1814 e, dopo aver pronunciato al duomo di Faenza un'omelia con cui confessava le sue colpe, otteneva dal papa il permesso di tornare nella diocesi di Faenza dopo aver trascorso un anno di sospensione dai pontificali.
Il nuovo vescovado si caratterizzò per un deciso sostegno alla restaurazione voluta da Pio VII: fu ricostituito il collegio dei parroci urbani, ripristinati le parrocchie e i monasteri soppressi, mentre altri cenobi venivano aperti a Bagnacavallo e a Fognano. Successivamente riordinò il seminario vescovile, lasciando alla biblioteca la sua collezione di libri e manoscritti.

## Genealogia episcopale
La genealogia episcopale è:
- Cardinale Scipione Rebiba
- Cardinale Giulio Antonio Santori
- Cardinale Girolamo Bernerio, O.P.
- Arcivescovo Galeazzo Sanvitale
- Cardinale Ludovico Ludovisi
- Cardinale Luigi Caetani
- Cardinale Ulderico Carpegna
- Cardinale Paluzzo Paluzzi Altieri degli Albertoni
- Papa Benedetto XIII
- Papa Benedetto XIV
- Papa Clemente XIII
- Cardinale Francesco Saverio de Zelada
- Papa Pio VII
- Arcivescovo Antonio Codronchi
- Vescovo Stefano Bonsignori